# Дино Шарац
Дино Шарац (Нови Сад, 6. септембар 1990) српски је фудбалер, који тренутно наступа за ОФК Бачку.

## Каријера
Након млађих категорија Новог Сада, прво сениорско искуство је имао у српсколигашу ОФК Бачки из Бачке Паланке. Полусезону је провео у Бачкој, а потом је исти период наступао за Металац из Футога, у истом рангу такмичења. У такмичарској 2009/10. је наступао за ЧСК Пивару из Челарева. Клуб је у тој сезони испао из Прве лиге Србије, али је Шарац остао у истом рангу такмичења, прешавши у Срем из Сремске Митровице за сезону 2010/11.
Лета 2011. прелази у суботички Спартак. У овом клубу је по први пут заиграо у највишем рангу, Суперлиги Србије. Три сезоне је наступао за Спартак, а потом је прешао у Доњи Срем из Пећинаца, са којим је испао из Суперлиге у сезони 2014/15. Ипак Шарац је остао у истом рангу такмичења, након што је потписао за Нови Пазар. Након сезоне у Новом Пазару, по годину дана је провео у још два суперлигаша, крушевачком Напретку и ОФК Бачки.
Сезону 2018/19. је провео наступајући у Првој лиги Србије. У јесењем делу сезоне је играо за Металац из Горњег Милановца, док је у пролећном делу шампионата носио дрес Новог Пазара. Сезону 2019/20. је провео у српсколигашу Хајдуку из Куле, а сезону 2020/21. почиње у највишем рангу, Суперлиги Србије, након што је по други пут у каријери потписао за крушевачки Напредак. Након једне полусезоне је раскинуо уговор са Напретком, да би у фебруару 2021. потписао за Слогу из Краљева.